# Водиці-над-Камником
Водиці-над-Камником (словен. Vodice nad Kamnikom) — поселення в общині Камник, Осреднєсловенський регіон, Словенія. Висота над рівнем моря: 518,2 м.